# Miss Kína

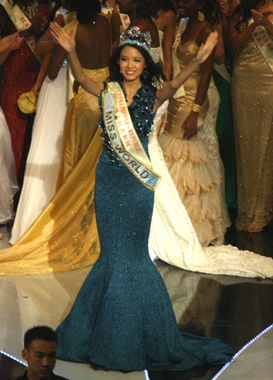
Zilin Zhang, Miss World 2007

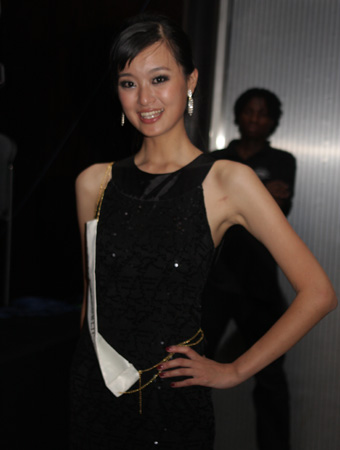
Mei Yanglin, Miss World China 2008

A Miss Kína általánosan elfogadott megnevezése a kínai szépségversenyek győzteseinek. Több versenyt is rendeznek az országban:
- Miss Universe China: 2001-ben alapított verseny, mely a Miss Universe világversenyre küld versenyzőt
- Miss World China (egyszerűsített kínai: 世界小姐大赛中国赛区, hagyományos kínai: 世界小姐大賽中國賽區, pinjin: shìjiè xiǎojiě dàsài zhōngguó sàiqū): a Miss World versenyre küld versenyzőt, legjobb eredményként 2007-ben megnyerték a versenyt.

## Miss Universe China
A versenyt 2001-ben alapították, a Miss Universe versenyen először 2002-ben vett részt kínai versenyző, aki a 3. helyet érte el, ez máig Kína legjobb eredménye a versenyen.
| Év   | Győztes          | Kínai név | Tartomány    | Eredmény     |
| ---- | ---------------- | --------- | ------------ | ------------ |
| 2002 | Zhuo Ling        | 卓灵      | Sanghaj      | 3. helyezett |
| 2003 | Wu Wei           | 吴薇      | Fuijan       |              |
| 2004 | Alina Zhang Meng | 张萌      | Tianjin      |              |
| 2005 | Tao Siyuan       | 陶思媛    | Szecsuan     |              |
| 2006 | Gao Yinghui      | 高英慧    | Heilongjiang |              |
| 2007 | Zhang Ningning   | 张宁宁    | Liaoning     |              |
| 2008 | Wei Ziya         | 魏子雅    | Guizhou      |              |
| 2009 | Wang Jingyao     | 王静瑶    | Shandong     |              |
| 2010 | Tang Wen         | 唐雯      | Heilongjiang |              |
| 2011 | Luo Zilin        | 罗紫琳    | Sanghaj      | 5. helyezett |

## Miss World China
Kína először 1994-ben vett részt a Miss World versenyen, majd több éves kihagyás után 2001-ben küldtek újra versenyzőt. 2007-ben az ország megnyerte a versenyt.
| Év   | Győztes                | Kínai név | Eredmény     |
| ---- | ---------------------- | --------- | ------------ |
| 1994 | Pan Tao                | 潘涛      |              |
| 2001 | Li Bing                | 李冰      | 5. helyezett |
| 2002 | Vinna Wu Yingna        | 吴英娜    | 5. helyezett |
| 2003 | Guan Qi                | 关琦      | 3. helyezett |
| 2004 | Yang Jin               | 杨金      | középdöntős  |
| 2005 | Cristina Zhao TingTing | 赵婷婷    |              |
| 2006 | Emma Liu Duo           | 刘多      |              |
| 2007 | Zhang Zilin            | 张梓琳    | győztes      |
| 2008 | Mei Yanling            | 梅妍凌    |              |
| 2009 | Voice Yu sheng         | 余声      |              |
| 2010 | Lauren Tang Xiao       | 唐潇      | 5. helyezett |
| 2011 | Liu Chen               | 刘晨      |              |

## Miss International-résztvevők
Kína 2002 óta vesz részt a Miss International versenyen, legjobb eredményük egy harmadik hely volt 2010-ben.
| Év   | Versenyző    | Helyezés     |
| ---- | ------------ | ------------ |
| 2002 | Amy Yan Wei  |              |
| 2003 | Wang Chan    | középdöntős  |
| 2004 | Sun Yue      | középdöntős  |
| 2005 | Yang Li      |              |
| 2006 | Chen Qian    | középdöntős  |
| 2007 | Lina Ding    |              |
| 2008 | LIU Changwei | 4. helyezett |
| 2009 | Wang Qian    |              |
| 2010 | Yuan Siyi    | 3. helyezett |

## Miss Earth-résztvevők
Kína 2002 óta vesz részt a Miss Earth versenyen, a legjobb eredményük egy középdöntős hely volt 2006-ban.
| Év   | Versenyző          | Helyezés    |
| ---- | ------------------ | ----------- |
| 2002 | Zhang Mei          |             |
| 2003 | Dong Mei Xi        |             |
| 2004 | Xu Nicole Liu      |             |
| 2005 | Li Yijia           |             |
| 2006 | Zhou Meng Ting     | középdöntős |
| 2007 | Yu Peipei          |             |
| 2008 | Zhou Yingkun       |             |
| 2009 | Xu Yan             |             |
| 2010 | Zhao Shen Qian Hui |             |

## Fordítás
- Ez a szócikk részben vagy egészben  a   Miss China World című angol Wikipédia-szócikk ezen változatának fordításán alapul.  Az eredeti cikk szerkesztőit annak laptörténete sorolja fel. Ez a jelzés csupán a megfogalmazás eredetét és a szerzői jogokat jelzi, nem szolgál a cikkben szereplő információk forrásmegjelöléseként.
- Ez a szócikk részben vagy egészben  a   Miss Universe China című angol Wikipédia-szócikk ezen változatának fordításán alapul.  Az eredeti cikk szerkesztőit annak laptörténete sorolja fel. Ez a jelzés csupán a megfogalmazás eredetét és a szerzői jogokat jelzi, nem szolgál a cikkben szereplő információk forrásmegjelöléseként.